# Bellengreville (Calvados)
Bellengreville és un municipi francès situat al departament de Calvados i a la regió de Normandia. L'any 2007 tenia 1.496 habitants.

## Demografia

### Població
El 2007 la població de fet de Bellengreville era de 1.496 persones. Hi havia 512 famílies de les quals 78 eren unipersonals (43 homes vivint sols i 35 dones vivint soles), 158 parelles sense fills, 252 parelles amb fills i 24 famílies monoparentals amb fills.
La població ha evolucionat segons el següent gràfic:
Habitants censats

### Habitatges
El 2007 hi havia 521 habitatges, 513 eren l'habitatge principal de la família, 3 eren segones residències i 5 estaven desocupats. 481 eren cases i 33 eren apartaments. Dels 513 habitatges principals, 376 estaven ocupats pels seus propietaris, 132 estaven llogats i ocupats pels llogaters i 5 estaven cedits a títol gratuït; 9 tenien una cambra, 27 en tenien dues, 71 en tenien tres, 147 en tenien quatre i 260 en tenien cinc o més. 408 habitatges disposaven pel capbaix d'una plaça de pàrquing. A 199 habitatges hi havia un automòbil i a 287 n'hi havia dos o més.

### Piràmide de població
La piràmide de població per edats i sexe el 2009 era:
| Homes | Edats   | Dones |
| ----- | ------- | ----- |
| 0     | 95 o +  | 0     |
| 0     | 90 a 94 | 0     |
| 0     | 85 a 89 | 4     |
| 8     | 80 a 84 | 8     |
| 12    | 75 a 79 | 24    |
| 16    | 70 a 74 | 20    |
| 12    | 65 a 69 | 20    |
| 32    | 60 a 64 | 8     |
| 28    | 55 a 59 | 12    |
| 60    | 50 a 54 | 48    |
| 56    | 45 a 49 | 52    |
| 48    | 40 a 44 | 60    |
| 60    | 35 a 39 | 72    |
| 40    | 30 a 34 | 36    |
| 60    | 25 a 29 | 68    |
| 24    | 20 a 24 | 36    |
| 76    | 15 a 19 | 64    |
| 68    | 10 a 14 | 60    |
| 56    | 5 a 9   | 60    |
| 44    | 0 a 4   | 32    |

## Economia
El 2007 la població en edat de treballar era de 1.049 persones, 740 eren actives i 309 eren inactives. De les 740 persones actives 659 estaven ocupades (357 homes i 302 dones) i 81 estaven aturades (33 homes i 48 dones). De les 309 persones inactives 83 estaven jubilades, 151 estaven estudiant i 75 estaven classificades com a «altres inactius».

### Ingressos
El 2009 a Bellengreville hi havia 568 unitats fiscals que integraven 1.595 persones, la mediana anual d'ingressos fiscals per persona era de 17.089 €.

### Activitats econòmiques
Dels 38 establiments que hi havia el 2007, 1 era d'una empresa extractiva, 5 d'empreses de fabricació d'altres productes industrials, 8 d'empreses de construcció, 8 d'empreses de comerç i reparació d'automòbils, 1 d'una empresa de transport, 1 d'una empresa d'hostatgeria i restauració, 2 d'empreses d'informació i comunicació, 1 d'una empresa financera, 2 d'empreses immobiliàries, 1 d'una empresa de serveis, 5 d'entitats de l'administració pública i 3 d'empreses classificades com a «altres activitats de serveis».
Dels 10 establiments de servei als particulars que hi havia el 2009, 2 eren tallers de reparació d'automòbils i de material agrícola, 1 fusteria, 2 lampisteries, 1 electricista, 2 perruqueries, 1 restaurant i 1 tintoreria.
Dels 2 establiments comercials que hi havia el 2009, 1 era una botiga de més de 120 m² i 1 una botiga de menys de 120 m².
L'any 2000 a Bellengreville hi havia 8 explotacions agrícoles.

## Equipaments sanitaris i escolars
L'únic equipament sanitari que hi havia el 2009 era una farmàcia.
El 2009 hi havia 1 escola maternal i 1 escola elemental.

## Poblacions més properes
El següent diagrama mostra les poblacions més properes.